# فرانكي كينيدي
فرانكي كينيدي (بالإنجليزية: Frankie Kennedy)‏ هو موسيقي بريطاني، ولد في 30 سبتمبر 1955 في بلفاست في المملكة المتحدة، وتوفي في 19 سبتمبر 1994 في Royal Victoria Hospital, Belfast ‏ في المملكة المتحدة.

## وصلات خارجية
- فرانكي كينيدي على موقع ميوزك برينز (الإنجليزية)
- فرانكي كينيدي على موقع ديسكوغز (الإنجليزية)